# Callirhoe involucrata
Callirhoe involucrata är en malvaväxtart som först beskrevs av Thomas Nuttall, John Torrey och Gray, och fick sitt nu gällande namn av Samuel Frederick Gray. Callirhoe involucrata ingår i släktet Callirhoe och familjen malvaväxter.

## Underarter
Arten delas in i följande underarter:
- C. i. lineariloba
- C. i. tenuissima

## Bildgalleri

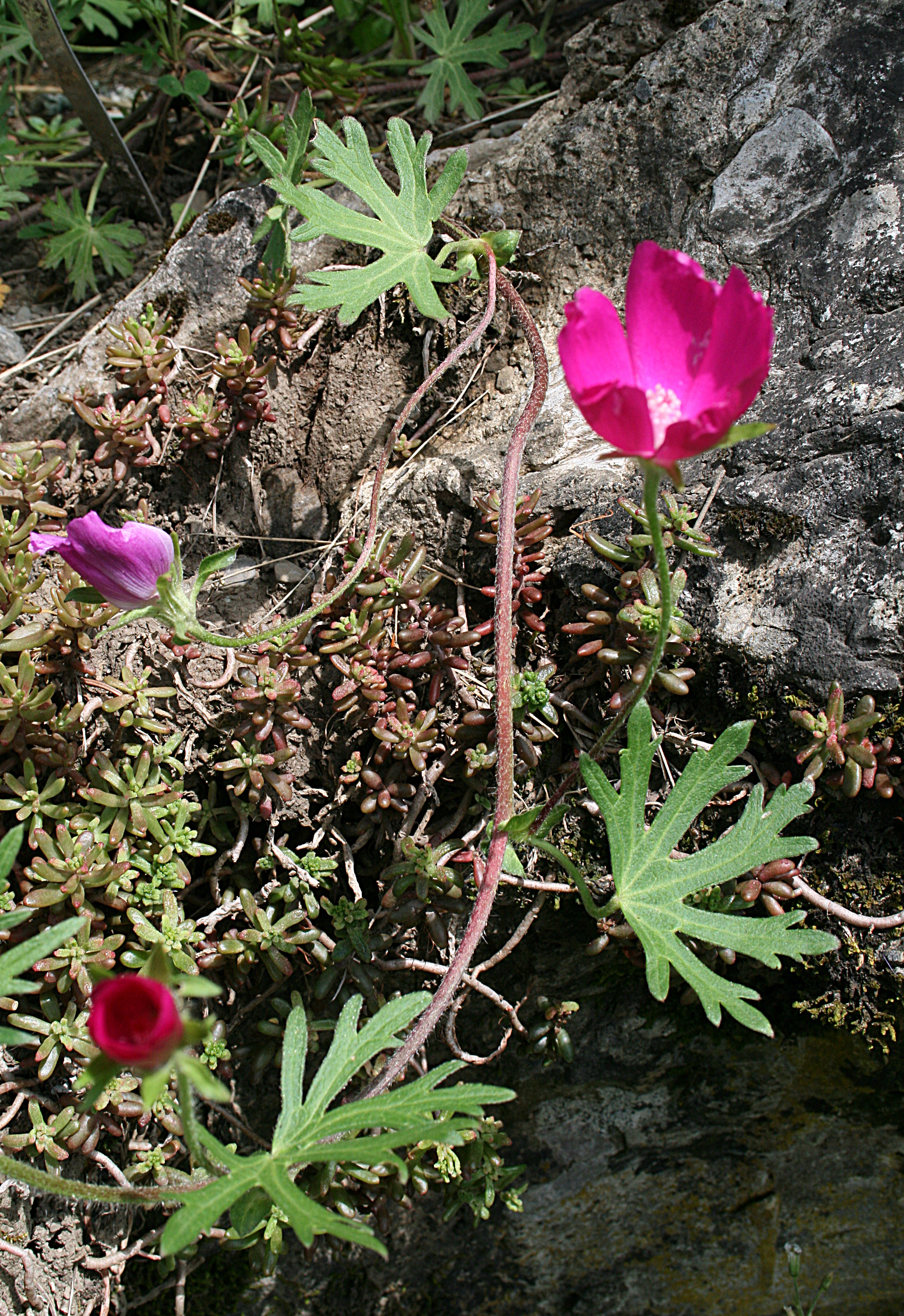
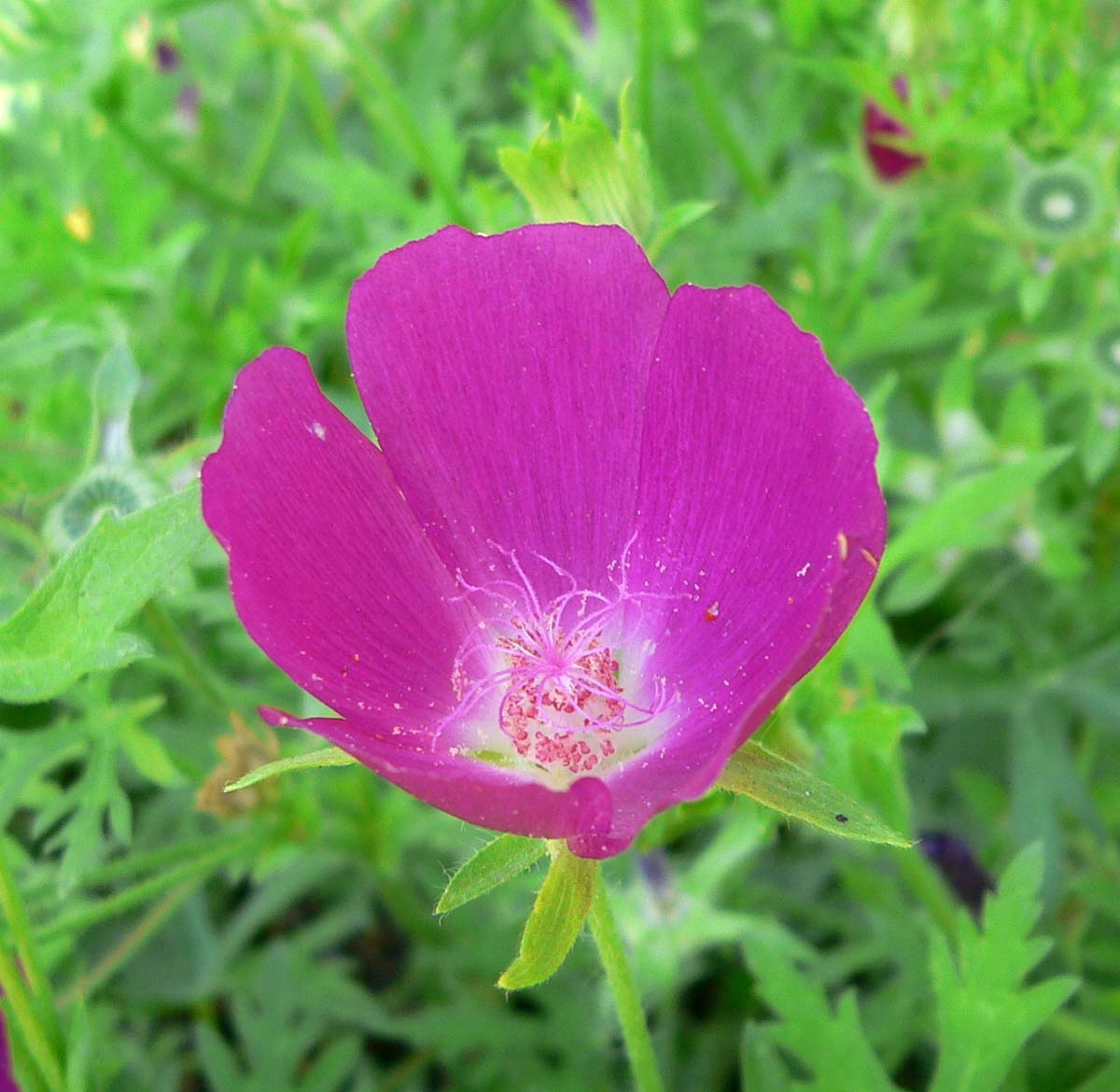
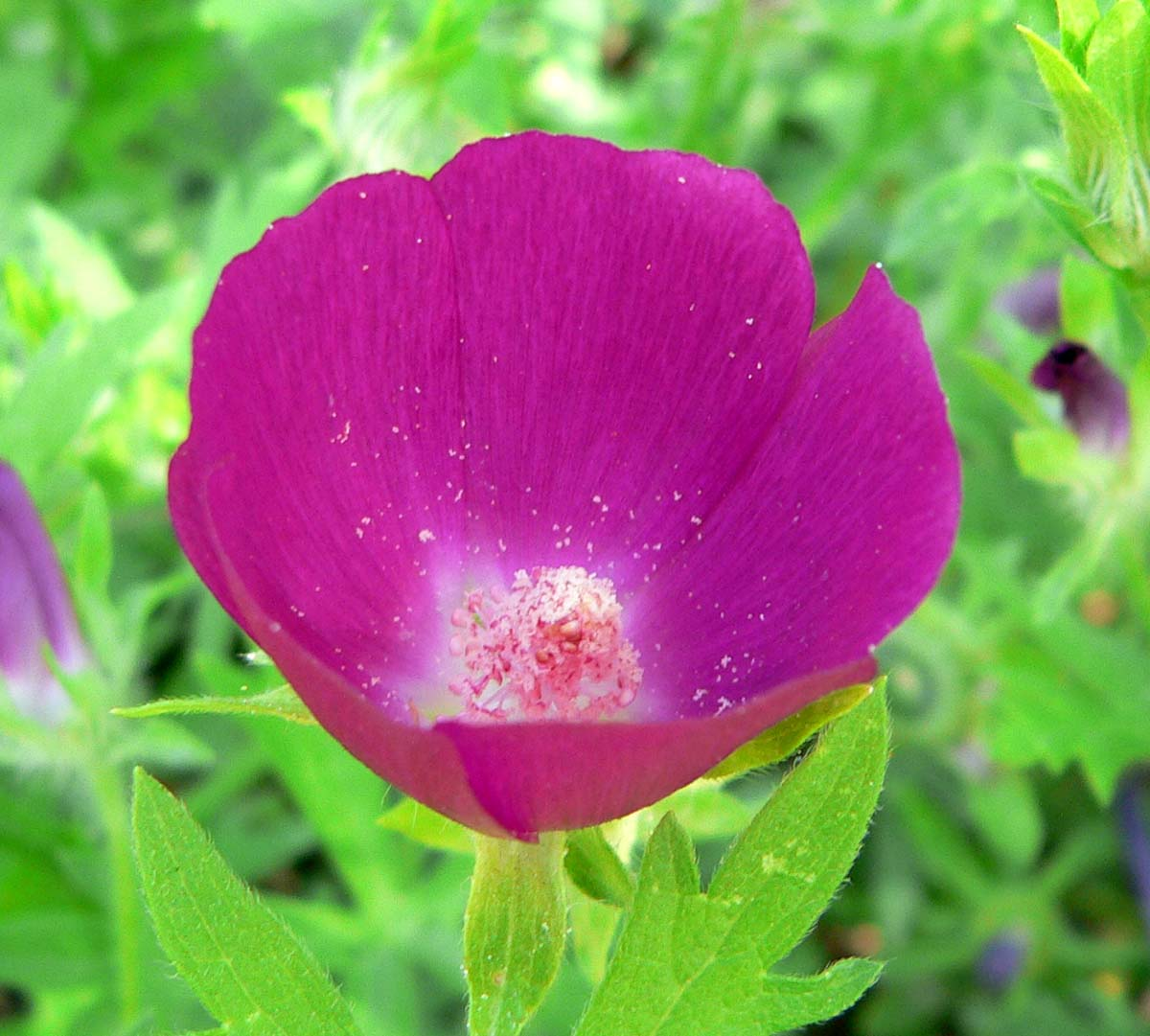
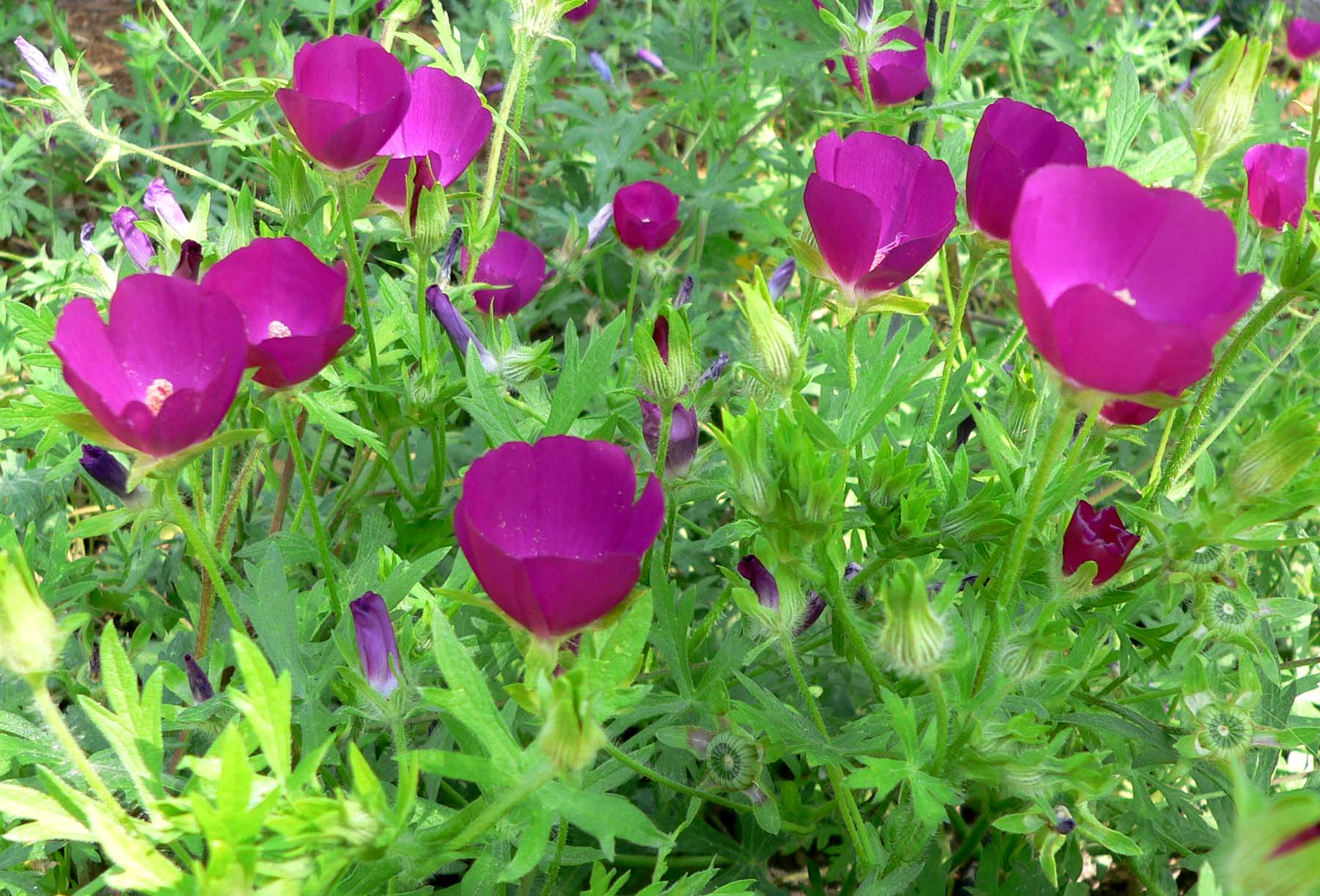
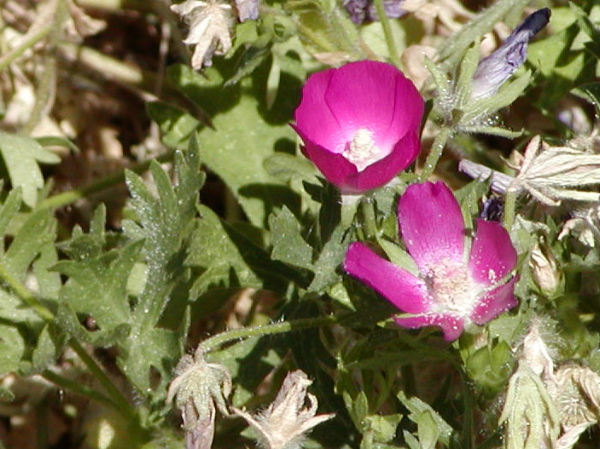
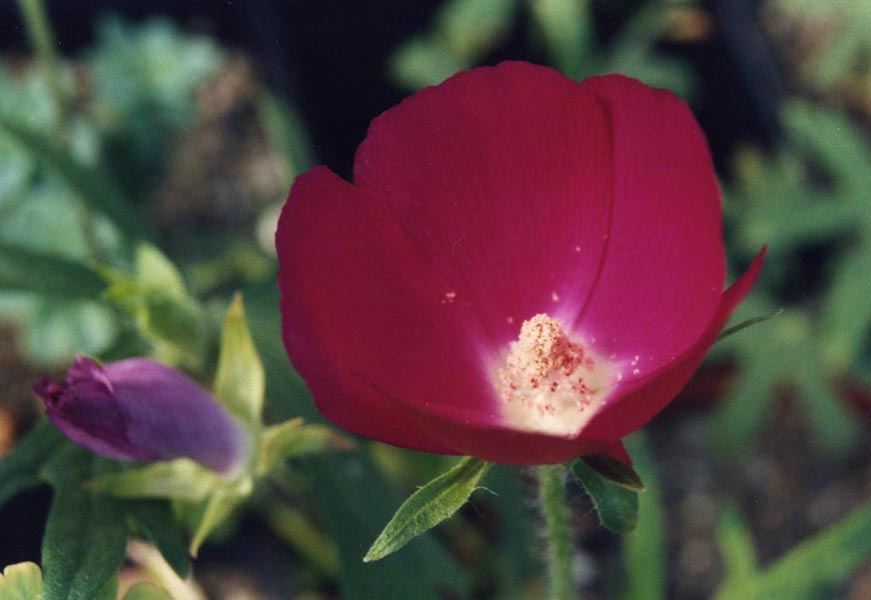